# Gustine (Texas)
Gustine é uma cidade  localizada no estado norte-americano do Texas, no Condado de Comanche.

## Demografia
Segundo o censo norte-americano de 2000, a sua população era de 457 habitantes.
Em 2006, foi estimada uma população de 452, um decréscimo de 5 (-1.1%).

## Geografia
De acordo com o United States Census Bureau tem uma área de
2,4 km², dos quais 2,4 km² cobertos por terra e 0,0 km² cobertos por água. Gustine localiza-se a aproximadamente 399 m acima do nível do mar.

## Localidades na vizinhança
O diagrama seguinte representa as localidades num raio de 36 km ao redor de Gustine.